# Comuna Ocolina, Soroca
Comuna Ocolina este o comună din raionul Soroca, Republica Moldova. Este formată din satele Ocolina (sat-reședință) și Țepilova.

## Demografie
Conform datelor recensământului din 2014, comuna are o populație de 1.669 de locuitori. La recensământul din 2004 erau 1.900 de locuitori.

## Administrație și politică
Componența Consiliului local Ocolina (11 consilieri), ales la 5 noiembrie 2023, este următoarea:
|  | Partid                                       | Consilieri | Componență | Componență | Componență | Componență | Componență | Componență | Componență |
|  | -------------------------------------------- | ---------- | ---------- | ---------- | ---------- | ---------- | ---------- | ---------- | ---------- |
|  | Partidul Socialiștilor din Republica Moldova | 7          |            |            |            |            |            |            |            |
|  | Partidul Acțiune și Solidaritate             | 4          |            |            |            |            |            |            |            |